# Teeworlds
Teeworlds, in passato conosciuto come Teewars, è uno sparatutto in terza persona in due dimensioni multi-giocatore in stile cartoon, fruibile liberamente, con controlli da tastiera e mouse ispirati ai quelli classici tuttora usati nella stragrande maggioranza degli sparatutto. Il gioco comprende e supporta nativamente le modalità deathmatch (DM), team deathmatch (TDM) e capture the flag (CTF).
Tuttavia la natura open source del gioco ha permesso la proliferazione di nuove tipologie di gameplay. A titolo d'esempio la modalità instagib, di velocità o (addirittura) giochi con palla (dove la palla è, graficamente, una granata).
In Italia, Teeworlds è stato selezionato per far parte della Electronic Sport League (ESL), tuttavia non ha riscontrato un grande successo e la sezione è stata chiusa in data 7 giugno 2009. Questo ha contribuito alla nascita di alcuni clan che oggi si ritrovano nel nuovo sito ufficiale della Community.
A livello mondiale, Teeworlds è supportato da Electronic Sport League (ESL) e dalla Community Ufficiale, che di tanto in tanto organizza piccoli tornei come le varie Nation Cups o dei concorsi su creazione di mappe, skin, ecc...

## Modalità di gioco
Il gioco si sviluppa all'interno di un server (messo a disposizione dai giocatori stessi o da mantenitori di server virtuali), al quale possono connettersi i diversi giocatori fino ad un numero massimo dipendente fortemente dalle configurazioni del server e dalla modalità di gioco (nella versione ufficiale si possono supportare al massimo 16 giocatori in un server, con una patch sviluppata da Kottizen è possibile ospitarne 32 o addirittura 64). Una volta acceduti al server si può decidere di assistere al gioco o prendervi parte: per il prosieguo del gioco sono necessari almeno 2 giocatori. Lo sviluppo del gioco dipende inoltre dalla modalità configurata sul quel server.
Ai comandi del giocatore è un tee, un essere in stile cartoon che occupa il centro dello schermo. Il tee ha la forma indicata dal gioco come skin, consistente in un file .png; il colore dipende dalle configurazioni del gioco oppure dalla stessa modalità di gioco offerta dal server (es. Squadra Rossa e Squadra Blu). La forma, in ogni caso, è sempre tondeggiante.

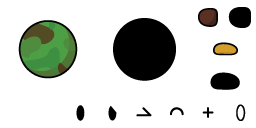
Esempio di skin presente in teeworlds

L'equipaggiamento del tee consiste in un arpione ed un'arma.
L'arpione è utilizzato dal tee per appendersi sui soffitti e alle sporgenze, nonché agganciare gli avversari per trascinarli a se. È tuttavia presente un tipo di sporgenza su cui non è possibile agganciarsi, e solitamente questa è indicata con dei motivi metallici.
Le varie armi a disposizione del tee servono principalmente per indebolire e/o uccidere l'avversario.
Tramite la tastiera è possibile far muovere il tee all'interno dell'ambiente (o mappa) di gioco. Il puntatore del mouse è sostituito da un mirino. Il tee punterà lo sguardo (e l'arma) in direzione del mirino; puntando il mirino è possibile lanciare l'arpione o far fuoco con l'arma in possesso. Il tee può avere a disposizione più armi contemporaneamente, ma utilizzarne solo una per volta; lo switch delle armi si ottiene tramite un comando configurabile. Per utilizzare le diverse armi è necessario possederle nel proprio arsenale, composto principalmente dalle armi messe a disposizione di default dal server (che mette a disposizione degli utenti il "campo di gioco") e quelle eventualmente collezionate all'interno dell'ambiente di gioco.
Gli effetti delle armi, la longevità del tee, le modalità di evoluzione del gioco dipendono fortemente dalla modalità di gioco offerta dal server.

## Elementi del gioco

### Mappe
Rappresentano l'ambientazione nella quale si muovono i giocatori nello sviluppo del gioco. Oltre a quelle disponibili di default è possibile realizzare la propria mappa personale con le caratteristiche desiderate tramite configurazione.
All'interno della mappa si posizionano gli altri elementi del gioco come le armi e gli elementi per il recupero dell'energia. I Tee possono usufruirne durante il gioco periodicamente; una volta che il Tee recupera un elemento in un determinato punto della mappa, è necessario attendere alcuni secondi prima che l'elemento torni a disposizione di altri giocatori.

### Armi
Lo strumento in dotazione del Tee. Servono principalmente per arrecare danni agli avversari, ma possono anche cambiare comportamento a seconda delle impostazioni del server. Queste consistono in:
- Un martello (in inglese, hammer) in dotazione del Tee che può arrecare danni agli avversari solo se a diretto contatto. Al fine di indebolire e/o uccidere, il mirino deve essere puntato nella direzione dell'avversario. E', in genere, dotazione di default del Tee (almeno nelle modalità standard di gioco) in quanto è un'arma illimitata;
- Una pistola (in inglese, pistol)semiautomatica con munizioni infinite ma dal tempo di ricarica limitato. Ha una portata piuttosto ampia anche se, in genere, il danno inflitto è minimo. Balisticamente i proiettili proseguono pressappoco nella direzione del mirino (con una leggera piega di tipo parabolico).

Queste armi invece possono soltanto essere raccolte e non vengono fornite all'apparizione del tee, per ottenere nuove munizioni (ne hanno un numero limitato) è necessario recuperarle all'interno della mappa essendo queste:
- Il fucile a pompa (in inglese, shotgun) ha la minor portata ma il più ampio raggio di azione. Balisticamente infligge maggiori danni in direzione del mirino, ma ha comunque un raggio di azione ampio. Ne è consigliato l'uso in prossimità di un altro tee avversario in quanto un colpo inflitto con una granata infliggerebbe danno anche a sé stessi. Ogni proiettile toglie un solo un punto vita;
- Il lanciagranate (in inglese, grenade launcher) ha una portata e un raggio di azione discreto. Balisticamente le munizioni seguono andamento parabolico. Colpendo l'avversario direttamente con la granata si infligge il maggior danno. È comunque possibile infliggere un danno minore nel caso la granata esploda nei pressi dell'avversario. Viene inoltre utilizzata dai giocatori con più esperienza per permettere dei movimenti più ampi e veloci all'interno di ogni mappa. Ogni granata infligge un danno di sei punti vita;
- Il fucile di precisione, o meglio conosciuto come laser, (in inglese, rifle) ha una lunga portata ma minimo raggio di azione; necessita di ottima mira. Il colpo prosegue in maniera rettilinea a meno di ostacoli lungo la sua corsa. Il colpo viene riflesso con un "rimbalzo" dalle superfici dando la possibilità al giocatore di colpire gli avversari con difficili angolature. Il danno inflitto non varia a seconda del colpo con rimbalzo o senza e infligge un danno di cinque punti vita.

Nel gioco è inoltre presente un potenziamento, in gergo powerup che permette di infliggere il maggior danno possibile in un colpo solo, ossia la katana ninja. Recuperare questo oggetto trasforma il tee in un Ninja. Il colpo viene sferrato in direzione del mirino e può avere notevoli impatti sull'avversario. L'attacco del tee-ninja è immediato (quasi un teletrasporto in direzione dell'attacco). La portata dell'attacco è tuttavia limitato anche se ha un discreto raggio di azione; l'avversario deve essere almeno sfiorato. Tale arma è raramente reperibile e anche il tempo necessario a renderla di nuovo fruibile ai giocatori è molto più lungo rispetto alle altre armi.
Questa viene spesso disabilitata dai server in quanto ha lo svantaggio di durare pochi secondi e comporta l'impossibilità di cambiare arma; consente comunque di recuperare munizioni per le altre da riutilizzare dopo lo scadere del tempo.

### Energia
Viene espressa in punti vita, rappresentabili nella barra della salute composta da cuoricini e scudi. L'energia massima raggiungibile è di venti punti vita e alla partenza del gioco se ne hanno solamente dieci, tutti composti dai cuori. Questi, disseminati all'interno della mappa, permettono ai giocatori di recuperare l'energia persa nello svolgersi del gioco. Le protezioni sono come piccoli scudi grigi e forniscono un'energia extra al tee rispetto a quella ottenibile recuperando tutti i cuori. Sia i cuori che gli scudi occupano un solo quadratino nelle mappe ed hanno un tempo di riapparizione di circa trenta secondi.

## Modalità di gioco ufficiali (Vanilla)
DM (Death match) 
La forma e il colore del Tee sono quelle impostate nel configuratore del gioco. Lo scopo del gioco è raggiungere il massimo punteggio assassinando gli avversari in un "tutti contro tutti". Ogni avversario ucciso incrementa il proprio punteggio di un punto. Ogni volta che si causa la propria morte, invece, il punteggio decrementa.
A disposizione del Tee ci sono, di default, un martello ed una pistola con munizioni infinite (ma con tempo di ricarica limitato). All'interno dell'ambientazione di gioco sono eventualmente reperibili altre armi con munizioni limitate ed elementi per il recupero dell'energia e di protezione.
 TDM (Team death match) 
Le modalità di gioco sono simili alla precedente, tuttavia i giocatori sono divisi in due squadre. Ogni avversario ucciso incrementa, oltre al proprio punteggio personale, il punteggio della squadra. Il gioco si conclude quando una delle due squadre raggiunge il punteggio limite. Per ogni squadra è disponibile anche il punteggio dei singoli giocatori tra i quali può emergere colui con il risultato più alto. A seconda delle impostazioni del server è possibile arrecare o meno danni ai propri compagni di squadra; uccidere un compagno di squadra fa perdere punti al singolo Tee ed alla squadra.
 CTF (Capture the Flag) 
Le basi sono quelle del TDM con due squadre e i rispettivi componenti a darsi lotta per conseguire il punteggio limite. In questo caso, però, uccidere gli avversari farà incrementare solo il punteggio personale ma non quello di squadra. Ad incrementare il punteggio di squadra (nonché anche il personale) c'è il meccanismo del "ruba-bandiera". Le due squadre hanno una base all'interno della quale è alloggiata una bandiera. Lo scopo delle squadre è rubare la bandiera avversaria e riportarla alla propria bandiera. Ciò implica che deve essere evitato il furto della bandiera dalla squadra avversaria o, alternativamente, uccidere il Tee che ha rubato la propria bandiera, e recuperarla.
Il Tee che ruba la bandiera dalla base avversaria guadagna un punto;
Il Tee che riesce ad uccidere colui che si è impossessato della bandiera della propria squadra guadagna due punti.
Il Tee che recupera la propria bandiera a seguito dell'uccisione di cui sopra, guadagna un punto.
Ogni volta che un Tee ruba la bandiera avversaria e riesce a riportarla nella propria base, il punteggio personale incrementa di 5 punti, mentre quello della squadra di 100.

## Modalità di gioco non ufficiali
La natura Open-source del gioco ha permesso la proliferazione di nuove mappe e modalità di gioco non ufficiali. Alcune di queste nuove modalità danno modo di comprendere le ampie potenzialità di personalizzazione offerte dal gioco agli utenti.
Le modalità indicate di sotto sono solo una parte, la più popolare, di tutte le varietà di gioco offerte.

### Instagib
La modalità instagib prevede il laser a munizioni infinite come unica arma ed ogni colpo è letale per tutti i giocatori. Esistono vari tipi di gioco per questa modalità e vengono contrassegnati nell'esploratore del client con una "i" minuscola prima del tipo di gioco. Le versioni più famose sono iCTF, iDM, iTDM e il nuovo iFreeze sviluppato da Tom94.

### Race
La modalità race vede i giocatori gareggiare sulla velocità ad attraversare una mappa. Conquista la vittoria chi per primo raggiunge la bandiera posta in fondo alla mappa. Nella sua prima versione era conosciuta come CTF-Race, ovvero bisognava raggiungere la bandiera avversaria affrontando numerosi ostacoli e pericoli nel minor tempo possibile. Con il tempo i programmatori hanno sviluppato dei checkpoint ognuno dei quali permette di ripetere un punto della mappa senza dover per forza ricominciare da capo. Le armi non subiscono variazioni e ci si può danneggiare utilizzando il cosiddetto grenade-jump. Nella versione 0.6 diventerà modalità di gioco ufficiale.

### DDRace
L'ennesima modalità, basata su quella "race", consiste sempre in una gara di velocità ma obbliga e incita i giocatori a dover aiutare i propri compagni per raggiungere il traguardo nel minor tempo possibile. Il suo funzionamento è possibile grazie a dei punti di congelamento e di teletrasporto.
(Citazione dal messaggio visualizzato all'entrata di un server DDRace)

### Ball-games
Due squadre si affrontano a giochi con palla (rappresentata per l'occasione, graficamente e balisticamente, da una granata). Il conseguimento dei punti varia a seconda del tipo di mappa (che spesso richiama giochi classici come il calcio o la pallavolo). La sola arma a disposizione è il martello, utile per rubare la palla all'avversario; questa non può essere mantenuta in possesso per più di 3 secondi consecutivi e comporta dunque un miglior gioco di squadra.

### zCatch
Modalità in cui si gioca con il laser o con il lanciagranate con proiettili infiniti, a seconda delle impostazioni della mappa. Il giocatore colpito viene catturato, ovvero diventa obbligatoriamente osservatore di colui che l'ha colpito, fino a quando questo non viene a sua volta catturato. Catturando giocatori si cambia colore. Più giocatori un tee cattura, più questo tee vale punti quando catturato. La partita finisce quando un solo giocatore ha catturato tutti gli altri.

### Fng
Rispettivamente disponibile a squadre (ofng) e tutti contro tutti (solofng). In questa modalità si dispone del martello e del laser con proiettili infiniti. Il giocatore colpito dal laser viene paralizzato per dieci secoondi, durante i quali un altro giocatore potrà sacrificarlo gettandolo, col martello, con l'arpione o spingendolo, su delle lance disposte nel percorso. Si fanno punti bonus sacrificando agli dei della propria squadra su lance particolari aventi i colori della stessa. Un giocatore alleato può risvegliare i compagni paralizzati colpendoli col martello.